# Горбов (село)
Горбов (укр. Горбів) — село, входит в Гощанскую поселковую общину Ровненского района Ровненской области Украины.
Население по переписи 2023 года составляло 170 человека. Почтовый индекс — 35416. Телефонный код — 3650.